# Kay Hanley

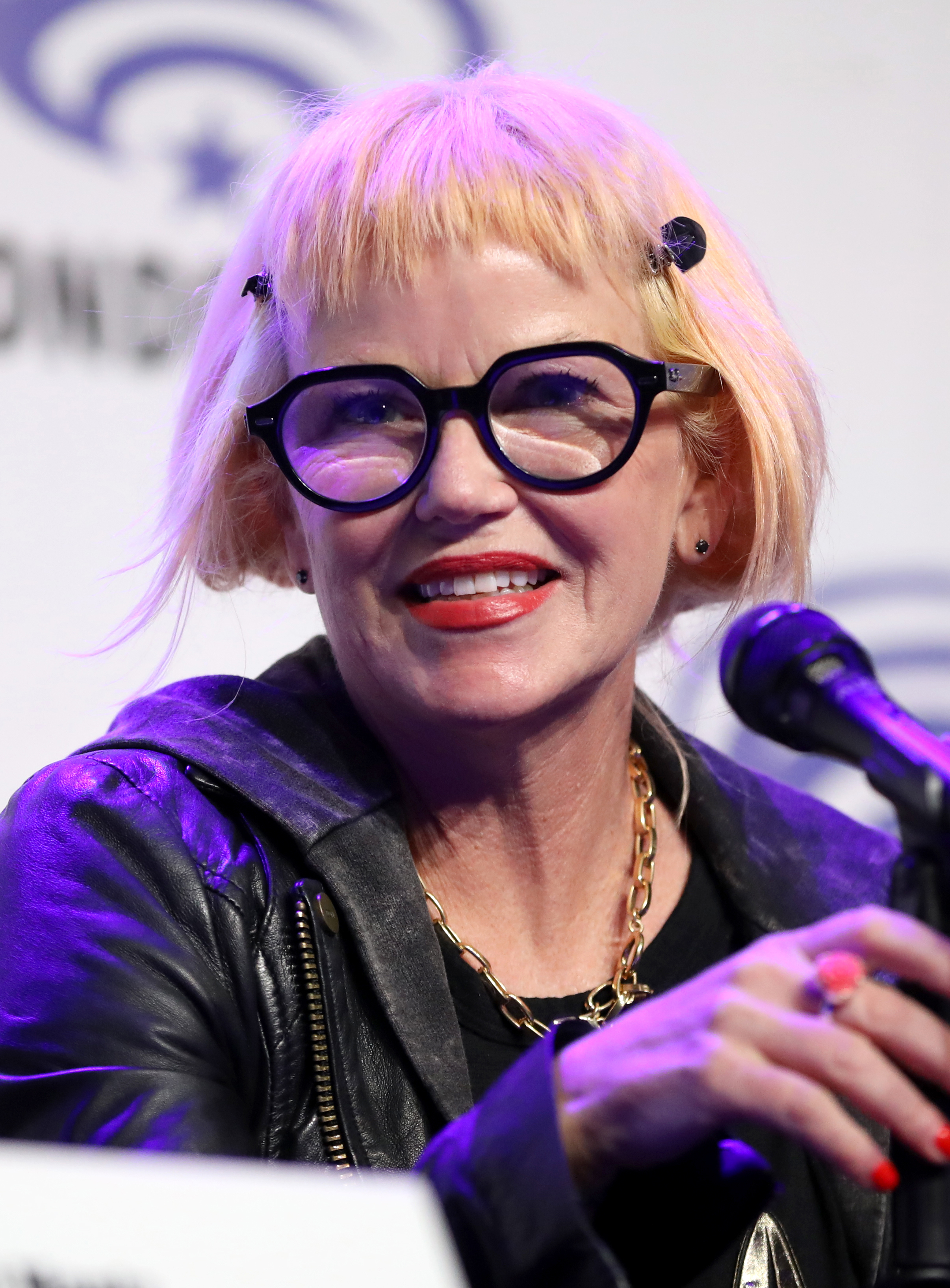
Kay Hanley (2024)

Kay Hanley (* 11. September 1968 in Dorchester, Massachusetts) ist eine US-amerikanische Rockmusikerin. Sie ist insbesondere bekannt als Sängerin der Band Letters to Cleo.

## Leben
Hanley war ein Mitglied der Band Letters to Cleo, die 1990 gegründet wurde und sich 2000 auflöste. Sie war nicht nur die Hauptsängerin der Band, sondern von ihr stammte auch der Name: Sie hatte früher einen Brieffreund namens „Cleo“. 1999 spielte sie gemeinsam mit ihrer Band in dem Film 10 Dinge, die ich an Dir hasse mit. Als die Karriere ihrer Band zu Ende ging, begann Hanley gemeinsam mit ihrem Ehemann und Bandmitglied Michael Eisenstein, Auftritte außerhalb der Band durchzuführen. Zu derselben Zeit kam ihre Tochter zur Welt.
Danach startete Hanley eine Solokarriere. 2002 brachte sie ihr erstes Soloalbum mit dem Titel Cherry Marmalade heraus. Noch im gleichen Jahr erschien eine CD mit Dropkick Murphys/Face to Face, an der sie als Gastsängerin beteiligt war. Dort singt sie in der Originalversion von Dropkick Murphys Lied The Dirty Glass. Sie nahm auch das Lied Follow Me für das Videospiel Sonic Heroes im Jahr 2003 auf. 2004 brachte sie mit The Babydoll EP ein Nachfolgewerk zu Cherry Marmalade heraus. Sie ist sehr engagiert in der Bostoner Hilfsorganisation „Hot Stove, Cool Music“. 2004 bekamen sie und ihr Ehemann Michael Eisenstein ihr zweites Kind.
Für den Soundtrack des Films Solange du da bist (OT: Just Like Heaven) von Reese Witherspoon nahm sie eine Coverversion von Iggy Pops Lust for Life auf.
Ebenso komponierte und sang Hanley das Lied We are the Care Bears für die im Jahr 2007 veröffentlichte Serie Glücksbärchis – Abenteuer in Care-a-lot, das eine entsprechende deutsche Version mit dem Titel Wir sind die Glücksbärchis erhielt. Im offiziellen Video zu diesem Lied wird Kay Hanley als Gitarristin und Sängerin im Wolkenland gezeigt, die von den spielenden fünf Hauptrollen der Glücksbärchis vergnügt begleitet wird. Die deutsche Version dieses Liedes wurde von Merete Brettschneider gesungen.

## Diskografie
- 2001: Josie and the Pussycats (Soundtrack)
- 2002: Cherry Marmalade
- 2003: The Paradise – Boston, MA 5/30/03 (Live)
- 2004: The Babydoll EP
- 2004: The Paradise – Boston, MA 8/26/04 (Live)
- 2005: Just Like Heaven (Soundtrack)
- 2006: Kay Hanley / Scamper split (Single)
- 2007: We are the Care Bears (Vorspannlied der Glücksbärchis)
- 2008: Weaponize